# 伊藤孝二郎
伊藤 孝二郎（いとう こうじろう、1923年12月17日 - 2003年7月28日）は日本の政治家。新潟県北蒲原郡黒川村（現胎内市）の村長を約半世紀にわたり務めた人物である。

## 経歴
新潟県北蒲原郡黒川村出身。盛岡高等農林学校（現・岩手大学農学部）卒業。
黒川村議会議員を経て、1955年伊藤は先憂後楽の精神のもと、31歳のときに「胎内川総合開発」「道路網の整備」「農業の近代化」の公約を掲げ黒川村村長に当選し、在任中は胎内スキー場、胎内高原ビール園、ロイヤル胎内パークホテルなど観光事業を発展させ雇用を拡大し、農業を活性化させて人口流失による黒川村の過疎化を防いだ。全国市町村会副会長、県市町村会会長を務めた。1988年、藍綬褒章を受章。
2003年6月に体調不良で辞職するまで12期連続で村長を務めた。これは西分村長→芸西村長で13期連続当選した岡村雅夫に次ぐ多選で、同一自治体としては全国最多選である。2003年7月28日、胆嚢癌のため死去、79歳。死没日をもって勲三等瑞宝章追贈、従五位に叙される。
ロイヤル胎内パークホテルに伊藤の銅像が立てられている。